# Stella Harf

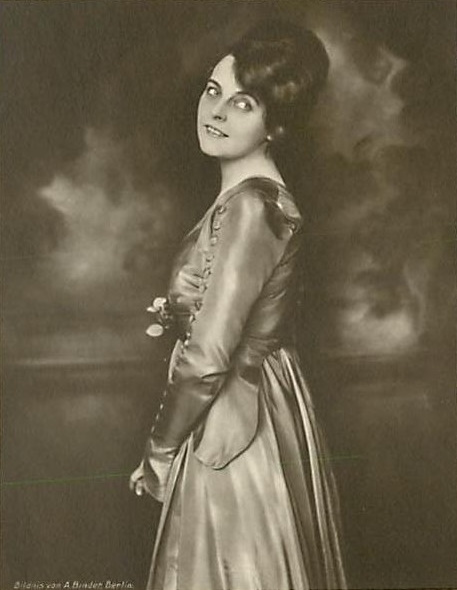
Stella Harf auf einer Fotografie von Alexander Binder

Stella Harf (* 12. August 1890 in Dresden als Johanna Gertrud Weybrecht; † 3. Januar 1979 in Berlin) war eine deutsche Schauspielerin.

## Leben
Sie begann ihre künstlerische Laufbahn 1911 als Chorsängerin an Berliner Theatern und trat besonders am Metropol-Theater auf. Von 1916 bis 1923 war sie mit dem Schauspieler, Regisseur und Produzenten Ernst Reicher verheiratet. Ihr Ehemann verhalf ihr ab 1917 unter dem Künstlernamen »Stella Harf« mehrmals zu Hauptrollen in seinen Filmen. Meist spielte sie mit ihm zusammen, aber auch Hans Albers und Emil Jannings waren ihre Partner.
Nach dem schweren Autounfall Reichers und der Scheidung der Ehe geriet sie in der Welt des Films bereits zu Beginn der 1920er Jahre in den Hintergrund. Später war sie auf die Unterstützung staatlicher und halbstaatlicher Institutionen angewiesen.

## Filmografie
- 1917: Rauschgold
- 1917: Das Geschäft
- 1918: Die Fürstin von Beranien
- 1919: Der verführte Heilige
- 1919: Das Buch Esther
- 1920: Der Sprung ins Dunkle
- 1920: George Bully
- 1921: Der Schwur des Peter Hergatz
- 1922: Jägerblut
- 1924: Professor Nardi
- 1925: Der Frauenmarder
- 1929: Napoleon auf St. Helena
- 1939: Ein Mann auf Abwegen (Kleinstauftritt)